# Distretto di Caryčanka
Il distretto di Caryčanka (in ucraino Царичанський район?) era un distretto dell'Ucraina, situato nell'oblast' di Dnipropetrovs'k. Il suo capoluogo era Caryčanka. È stato soppresso con la riforma amministrativa del 2020.